# 나르게스 라시디
나르게스 라시디(페르시아어: نرگس رشیدی, 영어: Narges Rashidi, 1980년 3월 21일 ~ )는 이란, 독일의 배우이다.

## 출연 작품
- 타이거 밀크 (2017)
- 어둠의 여인 (2016)